# Молода Україна (1870-1890)
«Молода Україна» — культурно-просвітницький, згодом — громадсько-політичний рух Галичини та Наддніпрянщини 1870-1890 років, протилежний москвофільству, який полемізував із народовством і українофільством.
Назву руху дав Іван Франко.
Представники руху: Михайло Драгоманов, Іван Франко, Михайло Павлик, Олександр Кониський, Борис Грінченко, Наталя Кобринська, Агатангел Кримський, Гнат Хоткевич. Вони обґрунтовували свої радикальні погляди на сторінках журналів «Друг», «Громадський друг», «Молот», «Світ», «Житє і слово», «Народ». 
Представники руху прагнули європеізації національної культури, дотримувалися позитивістських поглядів на мистецтво і художню літературу, обстоювали принципи соціальної заангажованості письменства.

## Однойменні періодичні видання
Під такою ж назвою — «Молода Україна» — у 1900-1925-х роках виходили періодичні видання у Львові (часопис 1900-1902, вийшло 33 номера; літературно-освітній журнал 1923-1926) та Києві (1906, 1907-1912, 1914).